# Ulrich Brock
Ulrich Brock es un deportista danés que compitió en vela en la clase Flying Dutchman. Ganó una medalla de oro en el Campeonato Mundial de Flying Dutchman de 1973.

## Palmarés internacional
| Campeonato Mundial | Campeonato Mundial         | Campeonato Mundial | Campeonato Mundial |
| Año                | Lugar                      | Medalla            | Clase              |
| ------------------ | -------------------------- | ------------------ | ------------------ |
| 1973               | Rochester (Estados Unidos) | Medalla de oro     | Flying Dutchman    |